# Markéta Luskačová
Markéta Luskačová (* 29. srpna 1944, Praha) je česká fotografka. V roce 2018 jí Asociace profesionálních fotografů České republiky udělila cenu Osobnost české fotografie – za dlouhodobý přínos české fotografii.

## Život a tvorba
Markéta Luskačová se narodila v Praze v roce 1944. V dětství na ni měl vliv dědeček Miloš Klicman. Střední školu absolvovala v Chrudimi a v Praze, maturovala z českého a z ruského jazyka, matematiky a z dějepisu. Poté vystudovala sociologii kultury v Institutu osvěty a novinářství Karlovy univerzity. V letech 1964–1970 vytvářela fotografický cyklus Poutníci z náboženských poutí na Slovensku a v Polsku. Tyto fotografie později použila ve své diplomové práci v roce 1967. V letech 1967–1974 fotografovala život ve slovenské vesnici Šumiac.
V letech 1967–1969 studovala mimořádně fotografii na FAMU. Když Josef Koudelka, v té době fotograf Divadla za branou odcházel do exilu, doporučil Otomaru Krejčovi za svého nástupce právě Markétu Luskačovou. Ta byla fotografkou divadla od roku 1970 až do jeho uzavření komunistickým režimem v roce 1972. Zde také proběhla její první výstava fotografií (Poutníci).
V roce 1975 odešla do zahraničí. Žila v Londýně, kde se jí v roce 1977 narodil syn Matthew Emmanuel. Od sedmdesátých let fotografovala v Anglii a Irsku, v letech 1975–2006 dokumentovala pouliční trhy v Londýně v cyklu Spitalfields.  Švýcarský fotograf René Burri ji nominoval na členství v agentuře Magnum Photos - od roku 1976 do roku 1980 byla nomineé Magna.
Dalším tématem fotografií Markéty Luskačové jsou děti.

## Fotografické cykly

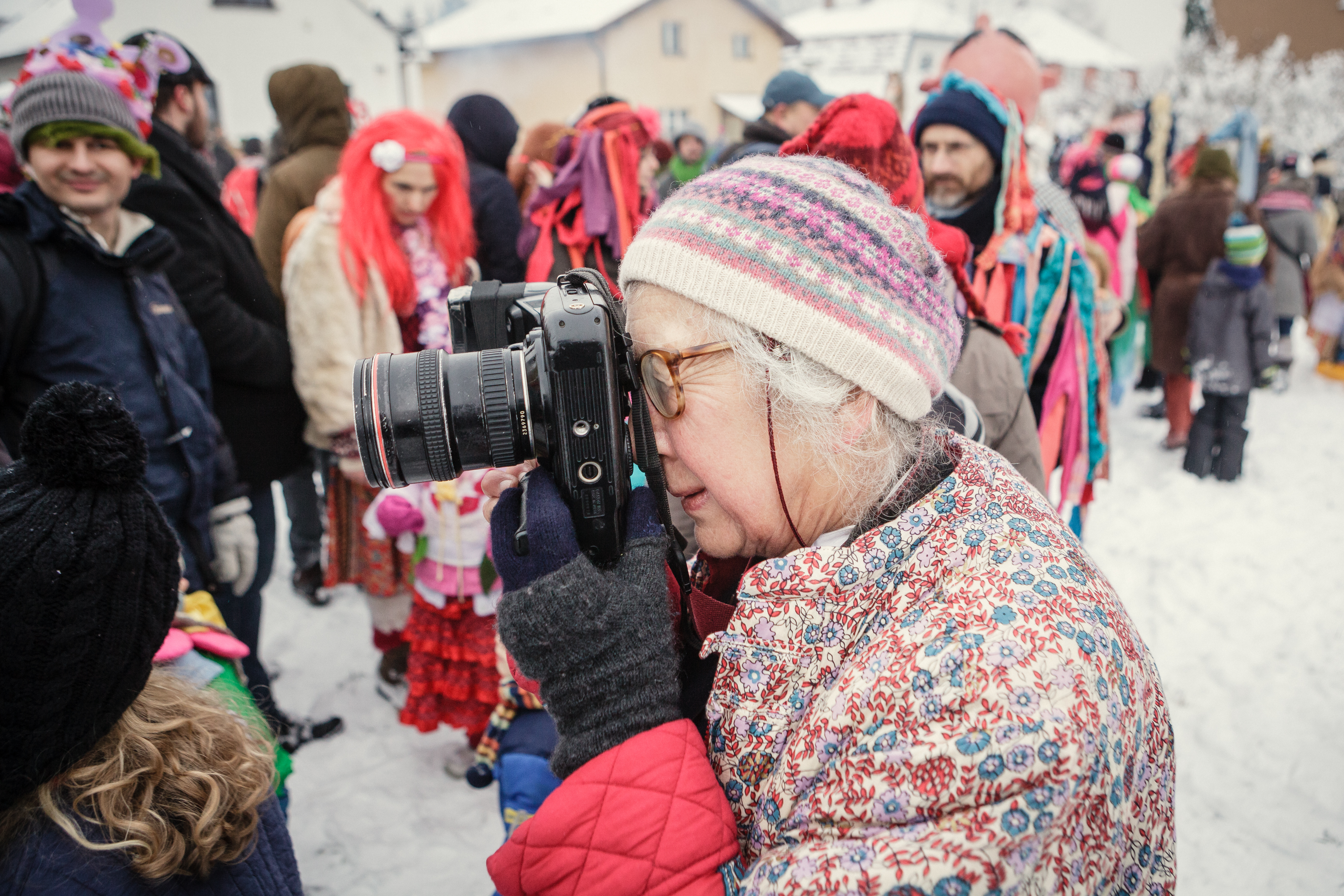
Markéta Luskačová fotografuje během devatenáctého masopustu v Roztokách u Prahy, leden 2016

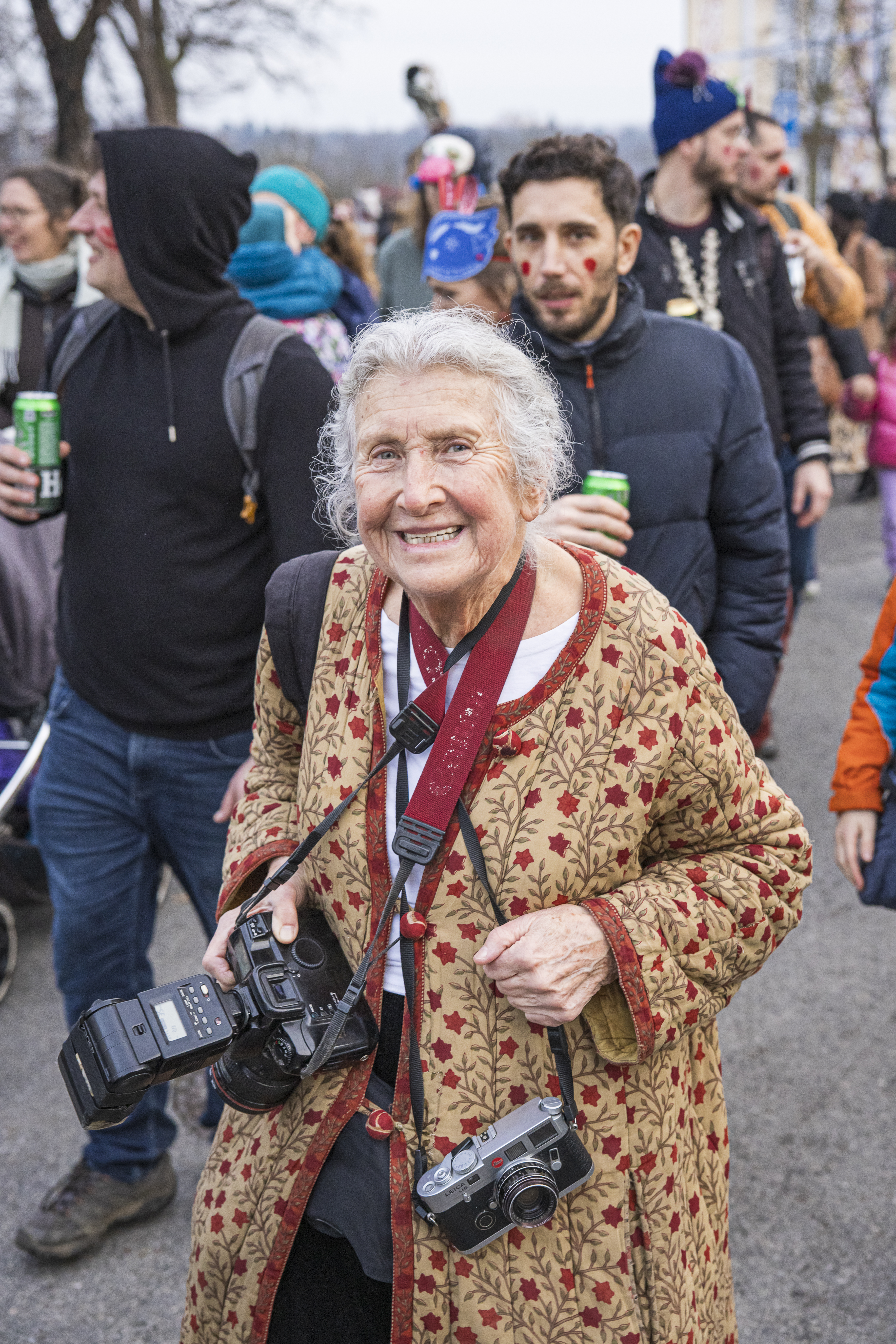
Markéta Luskačová, Masopust Roztoky, 2024

- 1964–1971 Poutníci, Slovensko a Polsko
- 1964–2006 O dětech
- 1967–1974 Šumiac, Slovensko
- 1967–2000 Školy v Anglii
- 1968 jazzový klub Reduta
- 1968 Okupace Československa
- 1969 Pohřeb Jana Palacha
- 1970–1972 Divadlo za branou
- 1972, 1973, 1985, 1992 Irové
- 1974–2014 Londýnské trhy, Spitalfields, Londýn
- 1976–1977 Bezdomovci, Londýn
- 1976–1977 Dům pro týrané ženy, Londýn (Chiswick Women's Aid)
- 1978–1979 North East Seaside, Anglie
- 1978–1990 Pouliční muzikanti, Londýn
- 1978–1980 U moře, Severovýchodní Anglie
- 1978–1980 Dívčí kapely, Severovýchodní Anglie
- 1986–2000 Citizen 2000 (Channel 4) – časosběrná dokumentace života dvaceti dětí ve Velké Británii
- 1998–2014 Waldorfské školy, Česko
- 1998–2014 Masopusty, Česko
- 2000 The Chorister School, Durham Cathedral, Anglie
- 2004–2005 Středisko pro postižené děti Rolnička, Česko

## Publikace (výběr)
- Markéta Luskačová: Poutníci, text Josef Topol, Divadlo Za branou, Praha 1971
- Markéta Luskačová: Pilgrims, text Roy Strong, Mark Haworth-Booth, Josef Topol, Victoria and Albert Museum, London 1983
- Markéta Luskačová: Poutníci, text Marie Judlová, Jitka Haupvogelová, Dům U kamenného zvonu, Galerie hl. města Prahy 1991
- DUFEK, Antonín. Markéta Luskačová: fotografie ze Spitalfields (Londýn 1974–1990). Brno: Dům umění města Brna, 1995. ISBN 80-7009-074-X. Katalog výstavy.
- Markéta Luskačová: Unknown remembered (photographs of children 1968-1998), text Colin Osman, Stills Gallery Sydney 1998
- Markéta Luskačová. Praha: Torst, 2001. ISBN 80-7215-129-0.
- In: ŽANTOVSKÁ-MURRAY, Irena. Markéta Luskačová: Fotografie 1964–2014. Praha: Leica Gallery Prague, 2014. ISBN 978-80-905103-4-0. Kapitola Curriculum Vitae.
- LUSKAČOVÁ, Markéta, úvod: John Berger, doslov: Howard Bossen. To remember : London street musicians 1975–1990. 1. vyd. místo vydání neuvedeno: vlastní náklad, 2016. 119 s. ISBN 978-80-270-0241-2. (anglicky, česky)

## Výstavy (výběr)
- 1971 Divadlo za branou, Praha
- 1983–1984 Victoria and Albert Museum, Londýn, Velká Británie
- 1985 Museum of Modern Art, Oxford, Velká Británie
- 1985 Malmö Festival, Švédsko, výstava později putovala po dalších švédských městech
- 1986 Książ, Polsko
- 1989 Museum of Childhood, Bethnall Green, Londýn, Velká Británie
- 1989 Galería Visor, Valencie, Španělsko, výstava později putovala po dalších španělských městech
- 1991 Whitechapel Art Gallery, Londýn, Velká Británie
- 1991 Nottingham Castle, Nottingham, Velká Británie
- 1991 Markéta Luskačová: Poutníci, Galerie hlavního města Prahy, Dům U Kamenného zvonu, březen 1991, komisař výstavy: Marie Judlová, katalog
- 2008 Fotografie ze Slovenska, 1964–1972, Sdružení občanů a přátel Malé Strany a Hradčan, Ars Pragensis, Praha 1 – Malá Strana, Malostranské náměstí 27, červenec 2008
- 2011 O koních, o smrti a jiných lidech, masopustní Maškary z Roztok a z Únětic 1999–2010, Středočeské muzeum v Roztokách u Prahy, 5. února – 20. března 2011
- 2014 Markéta Luskačová : Fotografie 1964 – 2014, Leica Gallery, Praha, 12. září – 2. listopadu 2014[6]
- 2019 Markéta Luskačová, Tate Britain, Londýn, Velká Británie, 16. ledna – 12. května 2019[7]